# Questione del West Lothian
Nel Regno Unito, la questione del West Lothian anche conosciuta come questione inglese (in inglese: West Lothian Question or English Question) si riferisce al problema del diritto di voto dei parlamentari delle regioni con un governo decentrato (Irlanda del Nord, Scozia e Galles) su argomenti relativi esclusivamente all'Inghilterra, come l'insegnamento.
La questione deve il suo nome a Tam Dalyell, deputato laburista per la circoscrizione scozzese del West Lothian. Tam Dalyell sollevò la questione il 14 novembre 1977 durante un dibattito alla Camera dei Comuni sulla devoluzione del potere per la Scozia e il Galles:
Che si traduce in: "Fino a quando le circoscrizioni inglesi e gli onorevoli deputati lo tollereranno? Almeno 119 membri onorevoli di Scozia, Galles e Irlanda del Nord esercitano un importante e probabilmente decisivo effetto sulla politica inglese mentre (i primi) non hanno voce in capitolo sulle stesse questioni relative a Scozia, Galles e Irlanda del Nord?".
Questa questione è oggetto di dibattito fin dall'inizio della devoluzione del potere nel Regno Unito e in particolare dal 1990 e dalla creazione dell'Assemblea nazionale per il Galles, l'Assemblea dell'Irlanda del Nord e il Parlamento scozzese. Nel settembre 2011, il governo del Regno Unito ha annunciato l'istituzione di una commissione per esaminare la questione del West Lothian.
Il giorno dopo il referendum sull'indipendenza della Scozia del 2014, David Cameron ha detto che la questione del West Lothian sarà risolta prima di concedere maggiori poteri alla Scozia.